# Gesu no Kiwami Otome
Gesu no Kiwami Otome (ゲスの極み乙女) est un groupe d'indie pop japonais originaire de Tōkyō. Il est actuellement composé de 4 membres : Enon Kawatani, Kyūjitsu Kachō, Chan Mari et Hona Ikoka.
Le groupe est formé en 2012 par Kenta Kawatani, dit Enon Kawatani, connu pour être le leader vocal du groupe indigo la End (ja), et est signé sur le label unBORDE (ja), filiale de Warner Music Japan, de 2014 à 2018. En 2018, le groupe rejoint le label Taco Records fondé par Kawatani.
Le groupe est notamment connu pour ses titres Ryōkiteki na Kiss o Watashi ni Shite (猟奇的なキスを私にして) et Watashi Igai Watashi ja Nai no (猟奇的なキスを私にして), respectivement certifié single d'or et single de platine.
En 2018, le groupe interprète le titre Sassoku to Hashiru Tonegawa-kun (颯爽と走るトネガワ君) qui sert de générique d'ouverture à la série d'animation Chūkan kanriroku Tonegawa (en).

## Membres
- Enon Kawatani (川谷 絵音?), de son vrai nom Kenta Kawatani (川谷 健太?), leader vocal et guitariste du groupe ;
- Kyūjitsu Kachō (休日課長?), de son vrai nom Masao Wada (和田 理生?), bassiste du groupe ;
- Chan Mari (ちゃんMARI?), claviériste du groupe ;
- Hona Ikoka (ほな・いこか?), de son vrai nom Honami Satō (佐藤 穂奈美?), batteuse du groupe.

## Discographie

### Albums studio
- 2014 : Miryoku ga Sugoi yo (魅力がすごいよ)
- 2016 : Ryōseibai (両成敗)
- 2017 : Daruma Ringo (達磨林檎)
- 2018 : Suki nara Towanai (好きなら問わない)

### Mini-albums
- 2013 : Dress no Nugitaka (ドレスの脱ぎ方)
- 2013 : Odorenai Nara, Gesu ni Natte Shimae yo (踊れないなら、ゲスになってしまえよ)
- 2014: Minna Normal (みんなノーマル)

## Distinctions
| Années | Cérémonies                      | Catégories                | Résultats  |
| ------ | ------------------------------- | ------------------------- | ---------- |
| 2014   | CD Shop Awards (en)             | Grand Prix                | Nomination |
| 2015   | CD Shop Awards (en)             | Meilleur artiste          | Lauréat    |
| 2015   | Japan Record Awards             | « Excellence Award »      | Lauréat    |
| 2015   | Japan Record Awards             | « Japan Record Award »    | Nomination |
| 2015   | Space Shower Music Video Awards | Révélation de l'année     | Lauréat    |
| 2015   | MTV Europe Music Awards         | Meilleur artiste japonais | Nomination |
| 2016   | Space Shower Music Video Awards | Meilleur groupe           | Nomination |